# ザ・バンカー (2020年の映画)
『ザ・バンカー』（原題:The Banker）は2020年に配信されたアメリカ合衆国のドラマ映画である。監督はジョージ・ノルフィ、主演はサミュエル・L・ジャクソンとアンソニー・マッキーが務めた。

## 概略
1960年代、カリフォルニア州ロサンゼルス。ジョー・モリスとバーナード・ギャレットは優れたビジネスマンで、不動産業に進出しようとしていたが、黒人がアメリカで不動産会社を経営した前例はなかった。2人にとっての最大の問題は人種差別による不都合をどう回避するかであった。ほどなくして、バーナードはマット・スタイナーという白人青年を名目上の経営者とし、自分たちは経営の実権を握りつつも、表向きは彼の雑用係として振る舞うというアイデアを思いついた。しかし、労働階級出身のマットは土地取引に関する知識が乏しい上に、とても富裕層の白人には見えないという有り様だった。そこで、ジョーとバーナードは彼に不動産業界の常識だけではなく、富裕層特有の教養や所作も叩き込んだ。
努力の甲斐あって、ジョーとバーナードの会社経営は軌道に乗った。ところが、その成功は当局の注意を惹き付けてしまい、2人は想像していた以上の困難に直面することになった。

## キャスト
※括弧内は日本語吹替。
- サミュエル・L・ジャクソン（手塚秀彰） - ジョー・モリス
- アンソニー・マッキー（桐本拓哉） - バーナード・ギャレット
- ニコラス・ホルト（浅沼晋太郎） - マット・スタイナー
- ニア・ロング（浅野まゆみ） - ユーニス・ギャレット
- スコット・ダニエル・ジョンソン - ロバート・フローレンス・Jr
- テイラー・ブラック（鳥越まあや） - スージー
- マイケル・ハーネイ（魚建） - メルヴィン・ベリー
- コルム・ミーニイ（黒澤剛史） - パトリック・バーカー
- ポール・ベン＝ヴィクター（三上哲） - ドナルド・シルヴァーソーン
- ジェシー・T・アッシャー - トニー・ジャクソン
- グレゴリー・アラン・ウィリアムズ - ブリットン・ギャレット
- ローダ・グリフィス - ミセス・ベイカー
- デヴィッド・アレクサンダー - ミスター・ミラー

日本語吹替その他出演：石狩勇気、藤田奈央、江原実、谷口悠、島田愛野、増元拓也、矢野智也、中西正樹、織田海誓、城内由茄子、山崎智史、藤原聖侑、佐倉薫、虎島貴明
日本語版制作スタッフ　演出：工藤美樹、翻訳：渡辺ひとみ、調整：梅津美紀、録音：糸山香連、制作進行：加藤大吾、制作：ブロードメディア・スタジオ

## 製作
2018年10月9日、ジョージ・ノルフィ監督の新作映画にサミュエル・L・ジャクソン、アンソニー・マッキー、ニコラス・ホルト、ニア・ロングが出演することになったと報じられた。17日、テイラー・ブラックの出演が決まったとの報道があった。11月7日、マイケル・ハーネイ、コルム・ミーニイ、ポール・ベン＝ヴィクター、ジェシー・T・アッシャーがキャスト入りした。2019年10月14日、H・スコット・サリーナスが本作で使用される楽曲を手掛けるとの報道があった。2020年3月20日、本作のサウンドトラックが発売された。

## 公開・マーケティング
2019年7月、Apple TV+が本作の配信権を獲得した。11月4日、本作のオフィシャル・トレイラーが公開された。
当初、本作は2019年11月21日にAFIフェストのクロージング作品としてプレミア上映された後、同年12月6日に限定公開、2020年1月に配信される予定だった。しかし、2019年11月20日、Apple TV+は本作のプレミア上映の取りやめと限定公開・配信の延期を発表した。22日、Apple TV+がそのような決断を下したのは本作の共同プロデューサー、バーナード・ギャレット・Jr（本作の主人公、バーナード・ギャレットの息子）に性的暴行を加えられたと彼の義妹が告発したためであると報じられた。
2020年1月、Apple TV+は本作を同年3月6日に限定公開した後、同月20日に全世界で配信すると発表した。

## 評価
本作は批評家から好意的に評価されている。映画批評集積サイトのRotten Tomatoesには40件のレビューがあり、批評家支持率は68%、平均点は10点満点で6.47点となっている。サイト側による批評家の見解の要約は「『ザ・バンカー』が実話をドラマ化する際にとったアプローチは冒険心や大胆さに欠ける。しかし、本作の核とも言うべきサミュエル・L・ジャクソン、アンソニー・マッキー、ニコラス・ホルトの名演技のお陰で、その欠点を補えるほどの魅力が備わっている。」となっている。また、Metacriticには15件のレビューがあり、加重平均値は57/100となっている。